# Гу Сяньчэн
Гу Сяньчэ́н (кит. трад. 顧憲成, пиньинь Gù Xiànchéng, 17 сентября 1550 — 21 июня 1612) — китайский философ-неоконфуцианец, один из основателей Дунлиньской школы.

## Биография
Родился в 1550 году в уезде Уси (современная провинция Цзянсу). В 1580 году успешно сдал императорский экзамен, получив высшую ученую степень цзинь ши. После этого занимал ряд высоких должностей. В 1594 году был уволен и разжалован.
В 1602 году Гу Сяньчэн восстановлен в званиях, но на службу не вернулся. В 1604 основал академию Дунлинь (Дунлинь-шуюань), которая впоследствии превратилась в Школу Дунлинь или дунлиньское движение. Был ее руководителем до смерти. В 1605 году подружился с лидером «партии Хуайфу» Ли Саньцаем, которого в дальнейшем продвигал на высшие должности в империи. Гу Сяньчен вместе с Ли Саньцаем стал лидером движения за реформы. Впрочем Гу не удалось достичь желаемого. В самый разгар борьбы с консерваторами Гу Сяньчен скончался в 1612 году.

## Философия
Принадлежал к третьему поколению последователей Ван Янмина, однако подвергал критике не только наиболее радикальных, тех, что склонялись к даосизма и буддизма, и тех, что вступали в конфронтацию с официальной идеологией янминистов тайчжоусской школы, но и самого Ван Янміна за признание им «сущности сердца», лишенной добра и зла, и за учение о спонтанности нравственного чувства. Гу Сяньчэн с тезиса Мэн-цзы про доброту (шань) «индивидуальной природы» человека выводил положение о наличии добра в «сущности сердца». Вслед за Чжу Си отстаивал возможность воспитания нравственного чувства, вместе с тем главным условием его развития, подобно Чжоу Дунь-и и Ян Ши, считал медитативное состояние самозаглибленого «покоя», то есть выступал за моральное саморазвитие.